# 中南街
中南街是臺灣台北市南港區的一條老街，也是南港地區第一條獲得開發的街道。因為日治時期與今南港街垂直，因此又被稱作「橫街」。

## 歷史沿革

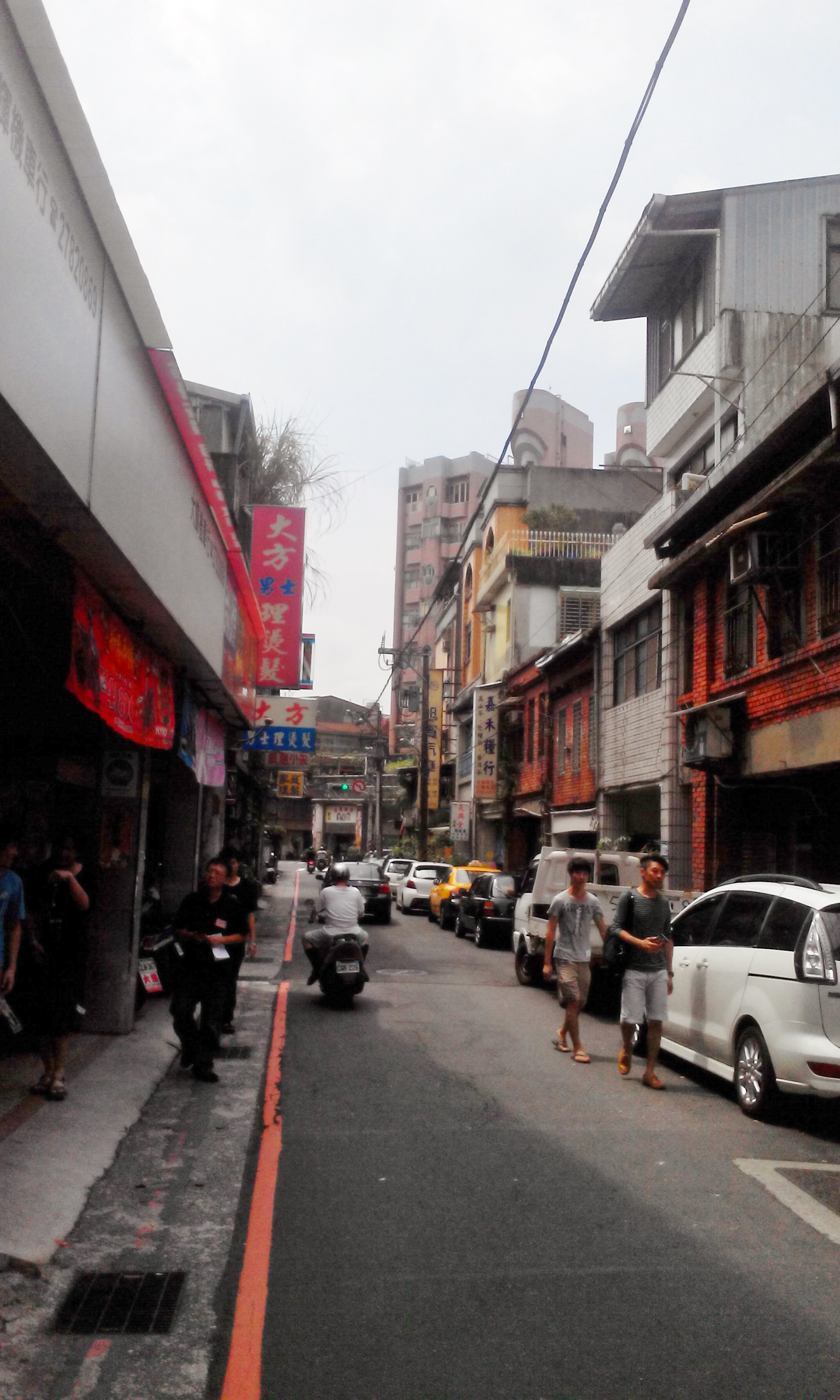
中南街現況（2014年8月16日攝影）。

清光緒17年（西元1891年），為了使台北通往基隆的鐵路通過，而徵收了28號以南至現在的42巷之間的土地，但並未於南港建立火車站，只於中南街附近設置了小型的平台供乘客上下車，稱作南港乘降場。
明治38年（西元1905年），日本人於東南街設置火車站，並拆除了中南街舊有的乘降場，新設置台車月台，並稱之為「南港仔站」。中南街就此開始興盛起來。
昭和年間（西元1930年代），興建台北至基隆的公路，中南街與公路方向成垂直，遂被稱為「橫街」。
民國43年（西元1954年），中研院園區設置在現今的南港現址，為了因應中研院設址之後所增加的車流量，將研究院路拓寬，並拆除台車軌道。而中南街也開始沒落，從原本繁華的街道，現今只剩部分店家仍有營業，往日光景不再。

## 重要建築
- 台灣基督長老教會南港教會：現址位於中南街113號，1874年創立。最初名為「三重埔教會」，由加拿大傳教士馬偕博士創立，1882年遷至水返腳（汐止），1928年復至南港設布道所，1937年遷至現址[2]。

- 萬春軒餅店：位於中南街56號，創立自民國38年，是在地南港人最熟悉的傳統餅店。『萬春軒餅店』早期以賣饅頭和紅龜粿為主。早期在五、六十年代開採煤礦時期，中南街道上人來人往，門庭若市，光顧的客人以礦工及當時附近的軍人為主，後來則製作傳統糕餅，如狀元餅、紅片糕、米粿、發糕、傳統月餅、龜糕、糢糕等，也廣受好評。『萬春軒餅店』早期店址是在對面的中南街59號，民國60年代因祖產分割，遷於現址。中南街的前身是一條從研究院路彎過來的輕便道路，伴其蜿蜒而行的是一條小溪，周圍是稻田，而當年的中南街輕便道路便是緊靠著萬春軒店（56號）門口這邊興建，後來輕便路旁興建店屋，小溪因此被埋入地下。 萬春軒餅店目前經營者陳永泉老闆，堅持傳統做法及實在用料，為樸實的老店保留著一股清新脫俗、傳統在地的好滋味。

- 志和煤氣行：位於中南街49號，為南港礦坑名人王欽德之宅。王欽德與其子王列盟經營煤礦生意，經營新豐煤礦、新富煤礦，曾經是當地煤礦大戶。該住宅建築已有數十年歷史，建為二層半樓房，每層皆很高挑，天花板的水泥線條都是匠人細製，是中南街的豪門之宅。礦業結束後，王欽德經營建設公司，其妻謝女士現為煤氣行負責人。

- 周厝：位於中南街119號，是一間具有古色古香、典雅簡樸的閩南式建築。雖為清式建築，但根據其磚面應為日治時期興建的。『周厝』古宅為磚木結構、紅瓦屋頂的一層樓建築。門面為一門兩窗，深褐色的木門，與樑柱上的橫木，是少數保存完整的傳統建築。而其亭仔腳下，見三五長輩們悠閒的聊天話家常。隔鄰121號的雜貨店周先生，則是周厝主人的堂親。

- 忠孝名宮大樓：位於中南街140號，是中南街最高的住宅大樓。建築基地最早是王欽德旗下電影院「永生戲院」所在地，永生戲院歇業後改成攝影棚「東光攝影棚」，《黃金拍檔》、《我愛彩虹》等綜藝節目與《豬哥亮歌廳秀》等錄影秀都曾租用東光攝影棚錄影。東光攝影棚歇業後改為成衣工廠，1999年改建為忠孝名宮大樓。

## 腳注
1. ↑  . 臺北市政府. 2012-04-10 （中文（臺灣））.
2. ↑  陳永泉. . 台北市政府新聞處. 2003年12月  [2014-08-16]. （原始内容存档于2015-05-11） （中文（臺灣））. 台北畫刊

## 外部連結
维基共享资源上的相關多媒體資源：中南街